# Premier médecin du roi
Le premier médecin du roi, ou archiatre, est sous l'Ancien Régime en France le chef de tous les officiers de santé au service du monarque. Il a l'autorité suprême pour l'organisation de la médecine dans tout le royaume.

## Un office essentiel du royaume

### Description de la charge
L'archiatre entre tous les jours dans la chambre du roi pendant que celui-ci est encore au lit et peut, dans certaines circonstances, commander au département de la « bouche du roi », les cuisines du palais et le service de la table royale. Il prête serment au roi.

### Charges associées
Le premier médecin cumule en outre les charges de surintendant des eaux minérales et des fontaines du royaume, aux vertus thérapeutiques. Il est surintendant du jardin royal des plantes médicinales, à Paris. Il contrôle les « remèdes secrets », c'est-à-dire de la sécurité des médicaments dont la composition est gardée jalousement par son inventeur, faute de brevets. Ces charges sont essentielles pour dénoncer les charlatans.
François de Lassone (1717-1788), lui-même premier médecin du roi, décrit ainsi les offices dévolus à cette charge : « voulant alléger le poids des attributions dont le premier médecin du roi était alors investi, telles que l’examen des remèdes secrets, la charge de surintendant des eaux minérales, la police sanitaire, l’étude des épidémies, etc., sentant bien que tant de questions et de si importantes ne pouvaient être examinées et jugées par un seul homme, provoqua la formation d’une société qui devait s’en occuper avec l’ensemble et la maturité convenables. Telle fut l’origine de la Société royale de médecine. »

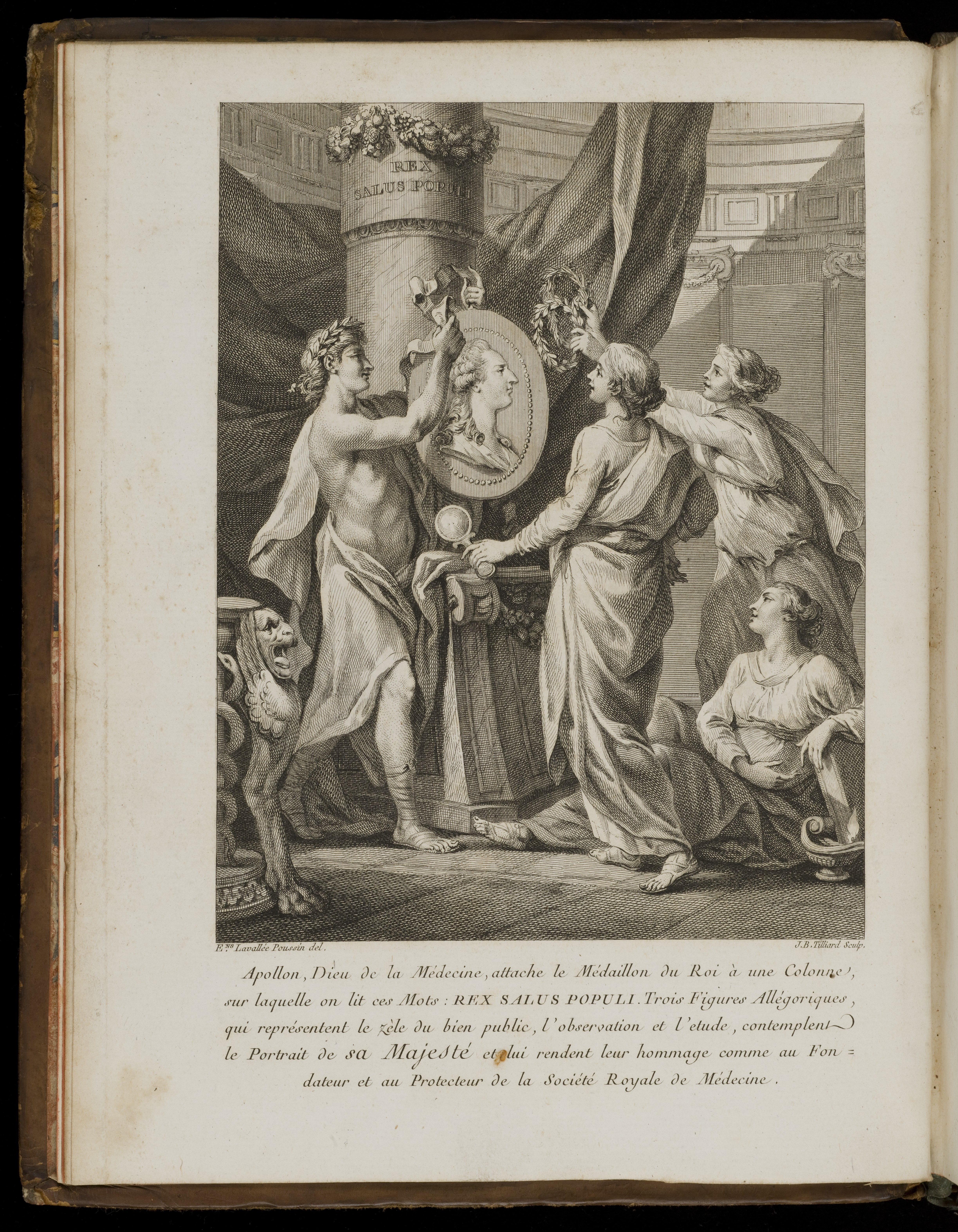
Histoire de la Société royale de médecine
Trois figures allégoriques (le zèle du bien public, l'observation et l'étude) contemplent le portrait de Louis XVI

### Rémunération
À partir du règne d'Henri IV, le premier médecin appartient à l'élite des dignitaires du royaume, il est l'un des douze officiers à toucher plus de 3.000 l. t. Les médecins, quant à eux, touchent 1.800 l. t,. Sous Louis XIV, le premier médecin touche quarante-cinq mille livres par an, et ne paye pas d'impôts. À cela s'ajoutent les honoraires pour des consultations prises en dehors de la charge royale.

### Anoblissement
La charge de premier  médecin assure aux descendants une noblesse. Le premier médecin a un brevet de conseiller d'État et, depuis l'édit du 17 juin 1605, la surintendance des eaux minérales. Les lettres patentes d'août 1778 lui confient la présidence de la Société royale de médecine.